# Blanchardoplia hispida
Blanchardoplia hispida är en skalbaggsart som beskrevs av Marc Lacroix 1998. Blanchardoplia hispida ingår i släktet Blanchardoplia och familjen Melolonthidae. Inga underarter finns listade.